# Федосцыно
Федосцыно — деревня в Заволжском районе Ивановской области России. Входит в состав Дмитриевского сельского поселения.

## География
Деревня расположена в северной части Ивановской области, в зоне хвойно-широколиственных лесов, в пределах Галичско-Чухломской возвышенности, на берегах реки Локши, при автодороге 24Н-249, на расстоянии примерно 20 километров (по прямой) к северо-западу от города Заволжска, административного центра района. Абсолютная высота — 139 метров над уровнем моря.

### Климат
Климат характеризуется как умеренно континентальный, с холодной многоснежной зимой и умеренно жарким влажным летом. Среднегодовая температура воздуха — 2,7 °C. Средняя температура воздуха самого холодного месяца (января) — −11,6 °C (абсолютный минимум — −46 °C), средняя температура самого тёплого (июля) — 18,4 °С (абсолютный максимум — 35 °C). Безморозный период длится около 126 дней. Годовое количество атмосферных осадков составляет560 — 615 мм, из которых большая часть выпадает в тёплый период.

### Часовой пояс
Деревня Федосцыно, как и вся Ивановская область, находится в часовой зоне МСК (московское время). Смещение применяемого времени относительно UTC составляет +3:00.

## Население
| 2010 |
| ---- |
| 88   |

### Национальный состав
Согласно результатам переписи 2002 года, в национальной структуре населения русские составляли 96 % из 141 чел.

## Известные люди
В Федосцыне в 1921 года родился будущий Герой Советского Союза Юрий Горохов. В 1933 году переехал с родителями в Кинешму, где учился в средней школе № 4 (ныне школа имени Д. А. Фурманова). По окончании школы с 1937 года работал токарем на заводе имени Калинина, одновременно занимался в Кинешемском аэроклубе имени С. А. Леваневского. Во время Великой Отечественной войны совершил большое число боевых подвигов. Погиб в 1944 году в бою.